# انتخابات الرئاسة الباكستانية 2004
انتخابات الرئاسة الباكستانية 2004 هي الانتخابات الرئاسية التي جرت في 1 يناير 2004، لانتخاب رئيس باكستان، فاز بالانتخابات برويز مشرف.